# Enghien-les-Bains
Enghien-les-Bains egy község Franciaországban. Lakosainak száma 11 594 fő (2022. január 1.).

## Földrajza
Enghien-les-Bains Soisy-sous-Montmorency, Épinay-sur-Seine, Deuil-la-Barre, Montmorency és Saint-Gratien községekkel határos.

## Testvértelepülések
- Bad Dürrheim